# Heinrich Siegel (Hammerherr Siegelhof)
Heinrich Siegel (* 12. Juli 1612 in Großpöhla; † 12. Juli oder 16. Juli 1669 ebenda) war ein frühneuzeitlicher deutscher Unternehmer. Er war Berg- und Hammerherr auf Siegelhof in Großpöhla, Rittersgrün und Unterblauenthal.

## Leben
Der Sohn von Andreas Siegel, der Hammerherr zu Mittweida und Großpöhla (Siegelhof) war, und der Margaretha geb. Röhling, Tochter des Hammerherrn Johann Röhling aus Oberwiesenthal, übernahm den väterlichen Hammer in Großpöhla und vergrößerte den Besitz. 1644 kam es zu einem Streit um die Braugerechtigkeit seines Hammerwerkes, der zu seinen Gunsten entschieden wurde.
Siegel erhielt gemeinsam mit Johann Korb 1654 ein neues Privileg für das Arnoldsche Hammerwerk zu Rittersgrün. 1660 übernahm er die Fundgrube Gottes Bescherung bei Lauter/Sa., die er weiter betreiben ließ.

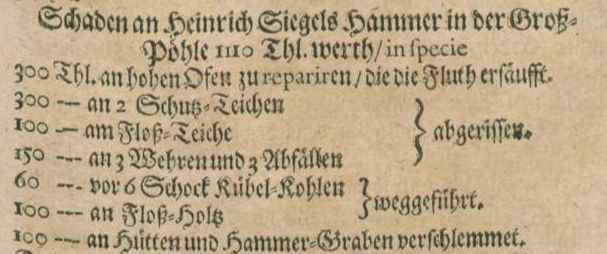
Bericht von Christian Lehmann über Hochwasserschäden im Jahr 1661 im Hammerwerk Pfeilhammer

Beim großen Hochwasser Anfang August 1661 entstand an Siegels Hammerwerk Siegelhof in Großpöhla ein Schaden von 1110 Talern, davon allein 300 Taler, um den Hohen Ofen zu reparieren, der in den Fluten versunken war, weitere 300 Taler an zwei Schutzteichen, 100 Taler am Floßteich, 150 Taler an drei Wehren und drei Wassergefällen, die weggerissen worden waren. 6 Schock gelagerte Kübel mit Kohlen für 60 Taler und Floßholz im Wert von 100 Talern wurden weggespült. Weitere 100 Taler musste Heinrich Siegel für die Beseitigung des Schlammes in den Hüttengebäuden und im Hammergraben aufwenden. Darüber berichtete Christian Lehmann.
Aus der Konkursmasse des verstorbenen Georg Sebastian Kleinhempel erhielt er 1651 nach Auszahlung anderer Anspruchsberechtigter dessen halbes Hammerwerk Unterblauenthal.
Sein 1651 geborener Sohn Christian stürzte am 29. Januar 1669 bei einem Ritt vom Pferd und fiel so unglücklich auf den Kopf, dass die herbeigerufenen Mediziner ihm nicht mehr helfen konnten. Er starb in der dritten Stunde des darauffolgenden Tages. Kaum sechs Monate später starb auch Heinrich Siegel kurz nach seinem 57. Geburtstag. Er wurde in der St.-Annen-Kirche in Grünstädtel beigesetzt.
Nach seinem Tod wurde das Hammerwerk Unterblauenthal seinen acht Kindern Susanna (⚭ 1664 Heinrich Siegel, Sohn des Besitzers des Schönheiderhammers), Catharina (⚭ 1659 Cornelius Cunigham, Diakon in Wolkenstein), Andreas, Rosina (⚭ 1661 David Richter, Diakon in Eibenstock), Regina (⚭ 1663 Tobias Biedermann, „Practicus“ beider Rechte, später u. a. Stadtrichter in Chemnitz und Hammerherr in Großpöhla), Friedrich Siegel (⚭ Maria Catharina, Tochter des Hammerherrn in Kleinpöhla Hans Heinrich von Elterlein), Magdalena (⚭ 1668 Ernst Reppel, Erbrichter in Großpöhla) und Dorothea (⚭ 1670 Lic. Christian Friedrich German, verordneter Land-, Amt- und Stadtphysikus in Chemnitz) überlassen. Seine Witwe Catharina geb. Kleinhempel, Tochter des Bürgermeisters von Preßnitz, die er in der Kirche von Grünstädtel geheiratet hatte, wurde vom Erbe dieses Hammerwerkes ausgeschlossen. Nach zwei Jahren der gemeinschaftlichen Verwaltung des Hammerwerks Unterblauenthal und des Freihofs Sosa einigten sich die Geschwister am 20. September 1671 auf die Überlassung dieser Besitzungen gegen Zahlung von 21.139 Reichstalern an den Bruder Andreas Siegel.